# Diablos danzantes de Yare

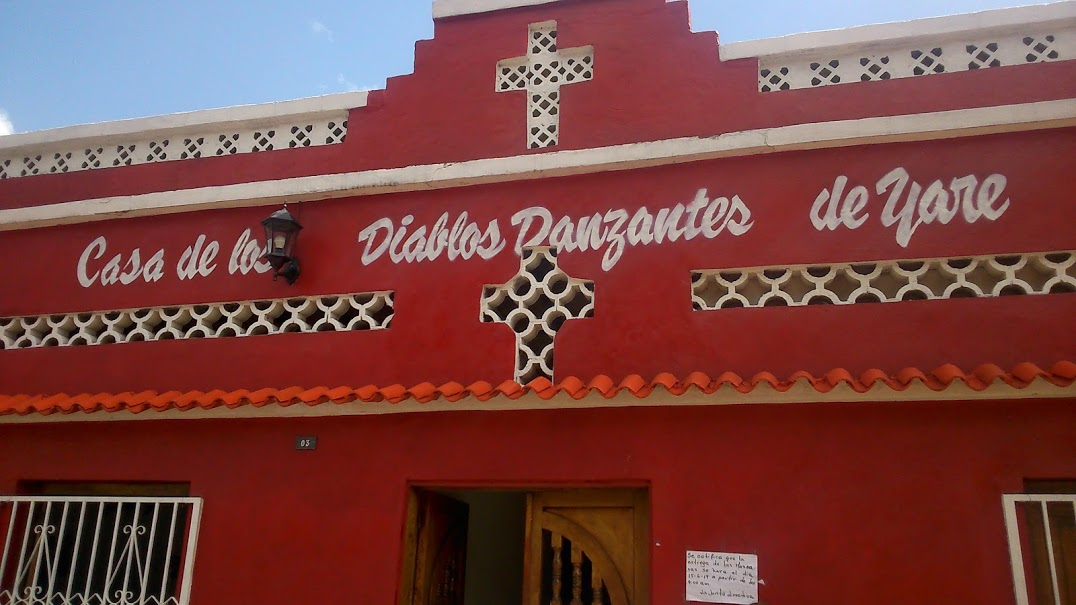
Casa, sede, museo de la cofradía de los Diablos Danzantes de Yare

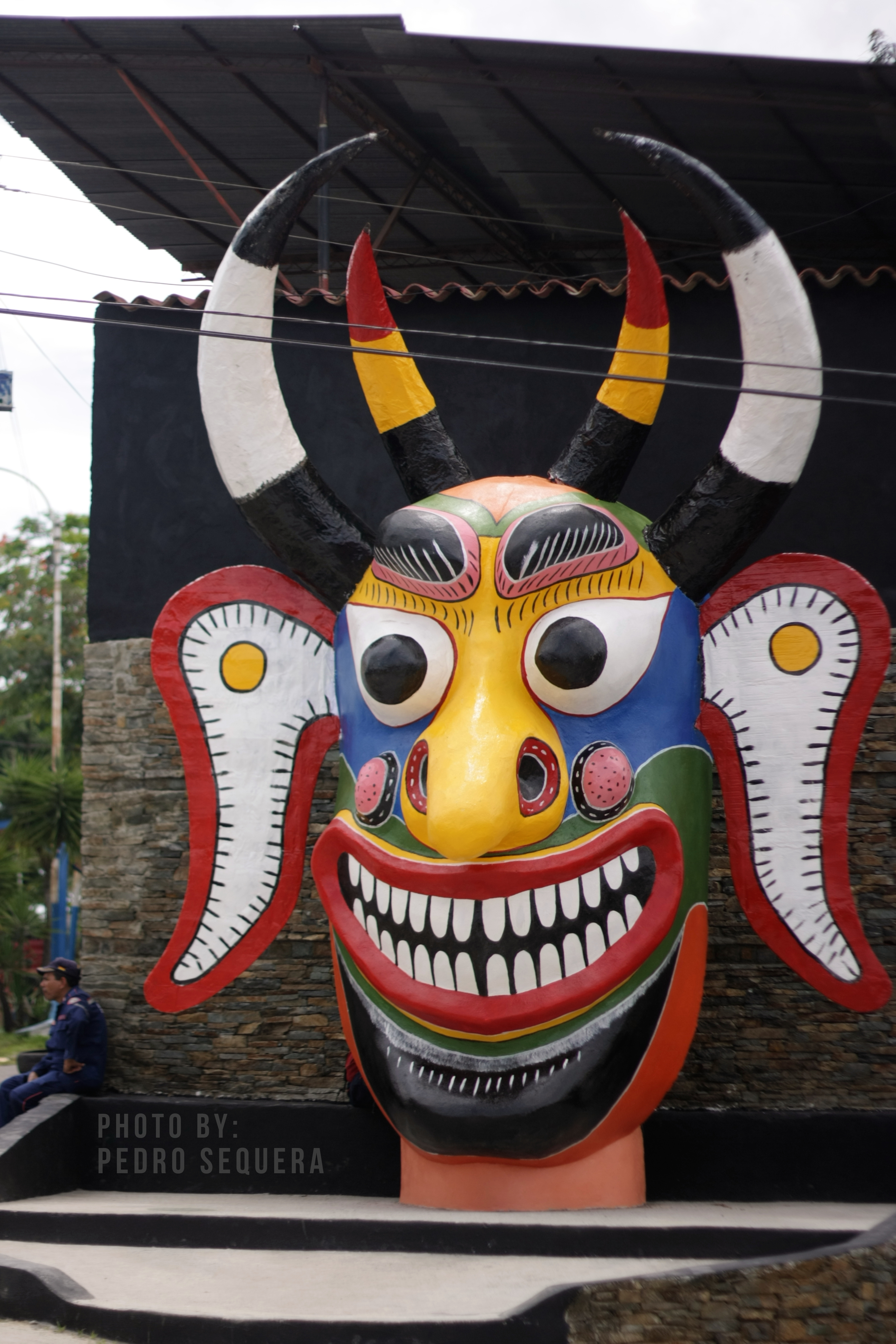
Máscara de Diablo Danzante en la entrada del pueblo

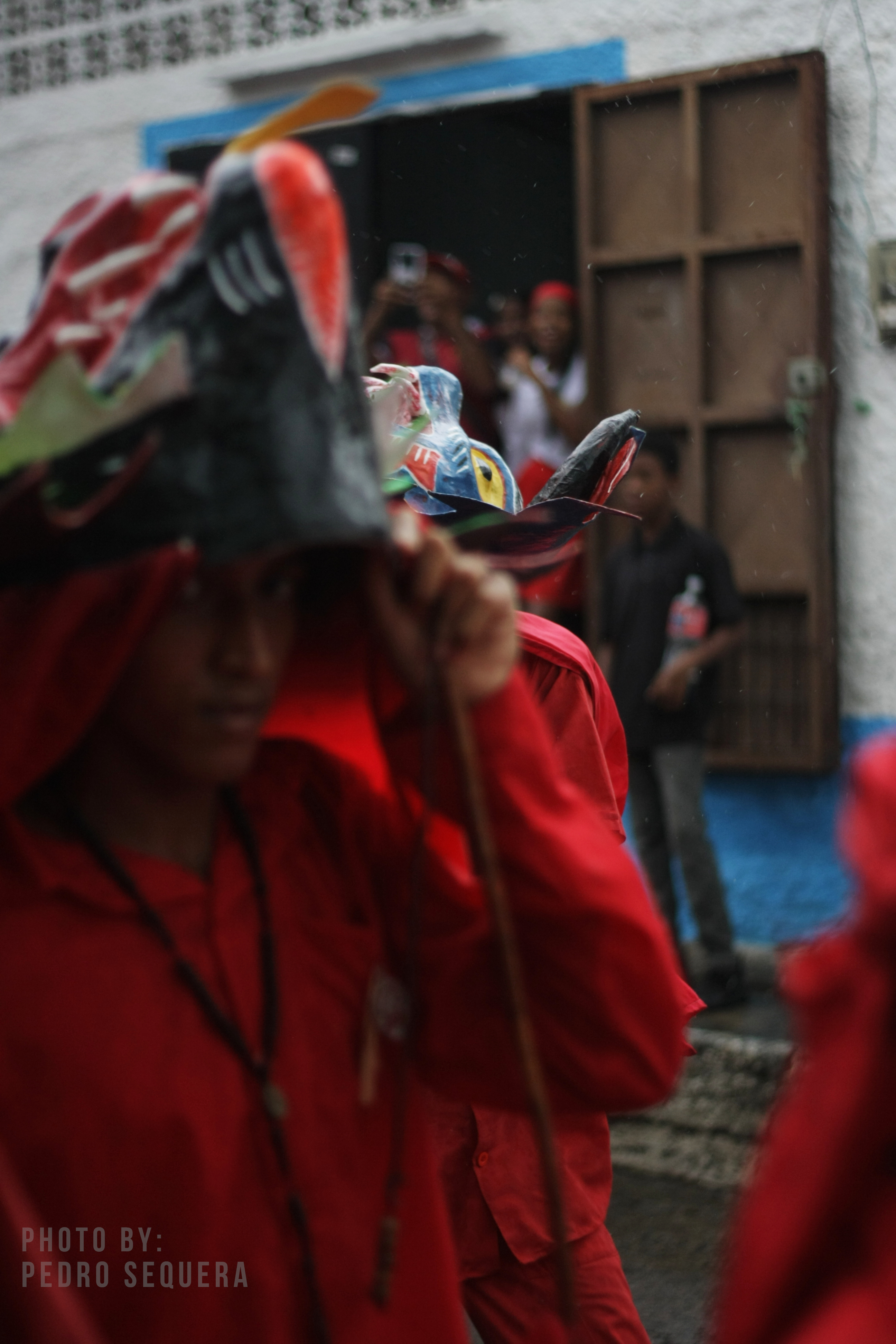
Avance de los Diablos Danzantes de Yare por las calles del pueblo

Los Diablos Danzantes de Yare son una festividad religiosa que se celebra en San Francisco de Yare, Estado Miranda (Venezuela), el día de Corpus Christi, llevada a cabo por las "Sociedades del Santísimo Sacramento". La fiesta es una versión local de los diablos danzantes de Corpus Christi.
Su origen se remonta al siglo XVIII, siendo esta la hermandad más antigua del continente americano y la más grande del mundo. La fraternidad de diablos está dividida en un orden jerárquico, representado en sus máscaras. Cada jueves de Corpus Christi (9 jueves después del Jueves Santo) se hace una danza ritual de los llamados diablos danzantes, donde se rinde culto al Santísimo Sacramento del Altar y se celebra el triunfo del bien sobre el mal. Se visten con trajes completamente de color rojo y máscaras de apariencia grotesca, además del uso de cruces, escapularios, rosarios y otros amuletos como protección contra los malos espíritus.
Los Diablos danzan al son del repique de la caja, un tambor típico y bailan por las calles del pueblo, en diferentes altares y frente a la iglesia representando el desafío del mal ante el bien, pero cuando se está frente a la presencia de Jesús en la Eucaristía la máscara guinda hacia el piso como señal de rendición y no poderle vencer. El cajero toca el reposo, todos los que estén danzando se arrodillan en señal de adoración, para orar o conexión espiritual donde el promesero pide al Santísimo resolver algún problema de salud o agradecer un favor concedido.
Esta es una manifestación netamente religiosa donde el promesero tiene una conexión mágica, espiritual con el momento en que se está ante la presencia del Santísimo Sacramento del Altar. Cabe destacar que la celebración del Cuerpo de Cristo comienza el día anterior (miércoles) en donde la diablada se concentra en la Casa de los Diablos para luego dirigirse hacia las puertas de la iglesia a las doce en punto del mediodía, danzando con las máscaras en la cara hasta que estas se abren y caen las caretas en señal de rendición. Una vez rendidos y el tambor con el repique de reposo el presbítero procede a dar la bendición y permiso para danzar en todo el pueblo ante los más de 90 altares distribuidos entre los días que se celebre esta manifestación (miércoles, jueves y domingo, este llamándolo como la octavita). Cayendo la tarde parte la procesión desde la Cruz Verde del Empedrado hasta la iglesia donde se guarda el Santísimo hasta el siguiente día, pero los diablos continúan su recorrido hasta la Cruz del Calvario y al lugar donde fue fundada la primera Sociedad de los Diablos Danzantes de Yare, conocida como la casa de Cayetana Valdez en el sector El Calvario, finalizando el ritual por ese día en La Casa de los Diablos. 
Existen anécdotas sobre el Velorio de Cruz y los Diablos Danzantes, ya que la primera capataz Cayetana Valdez y su comadre tomaron la iniciativa para que al terminar la danza del día miércoles (víspera de Corpus Christi) los promeseros que vivían lejos y al otro lado del río Tuy se quedaran sin peligro alguno ocurriendo así una mezcla de manifestaciones culturales como lo son el velorio de la cruz de mayo (donde se rezan décimas, rosarios y cantan fulías) y Los Diablos danzantes de Yare.

## Historia

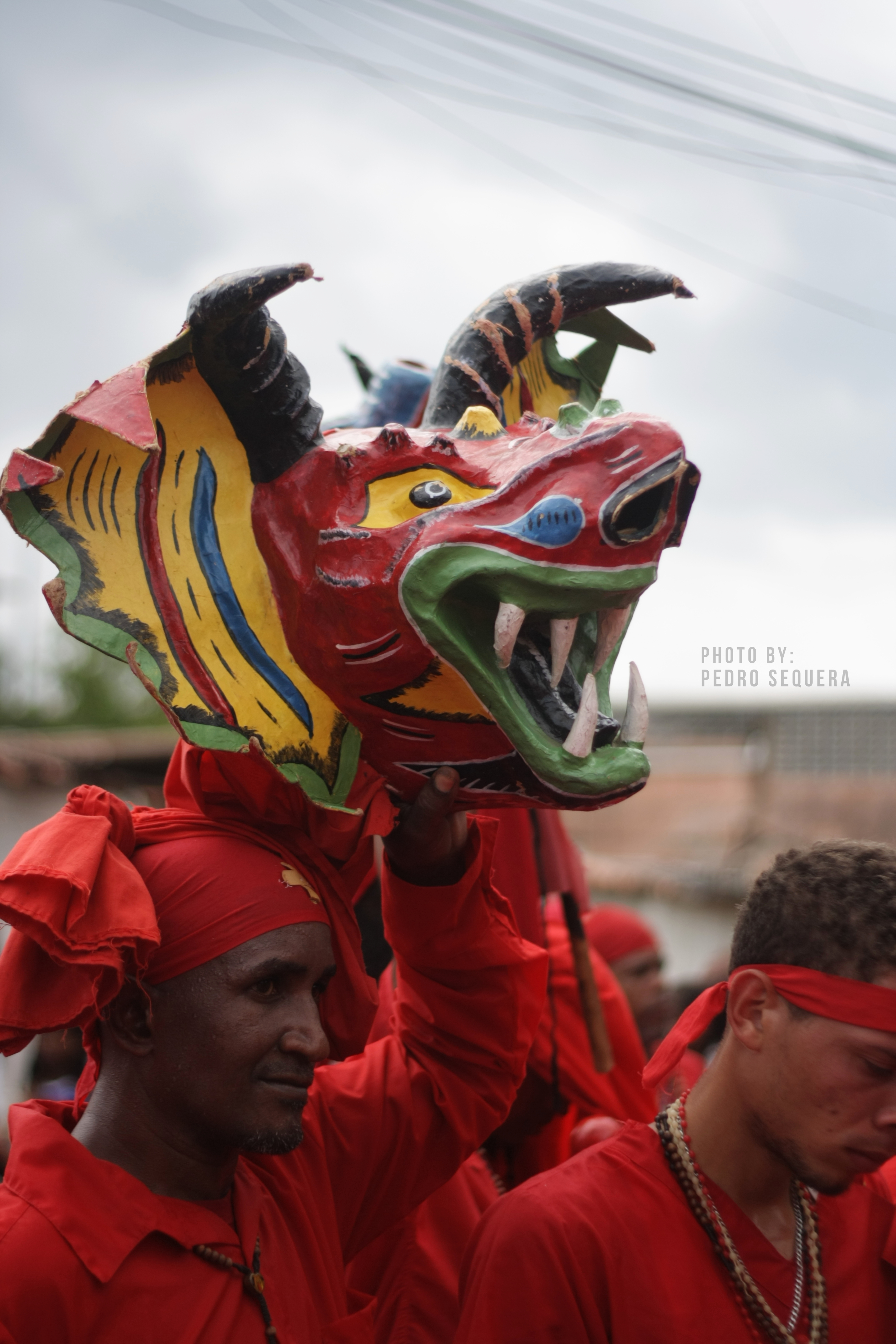
Máscara de Diablo Danzante

Esta fiesta de la iglesia católica tiene su comienzo al inicio de la Edad Media a partir de 1208, cuando la religiosa Juliana de Cornillon promueve la idea de celebrar una festividad en honor al cuerpo y la sangre de Cristo presente en la Eucaristía. Celebrándose así por primera vez en 1246.
Los españoles al llegar al Nuevo Mundo como es de esperarse, trajeron sus costumbres y la religión a estas tierras y que para el origen de los Diablos de Yare existen varios relatos, pero los más conocidos y aceptados son los siguientes:
- Primer relato: Se sitúa hace ya más de 400 años cuando se cuenta que un sacerdote no tenía suficiente dinero ni creyentes para sacar la procesión de Corpus Christi y en vista de esto, expresa: “Si no hay creyentes para sacar al Santísimo, que vengan los diablos entonces”. El cielo empieza a centellar, desatando una fuerte tormenta, dando como resultado que en pocos segundos emergen frente a la iglesia bastantes diablos que entran a la misma a celebrar la misa, y según nos cuentan esta es una de las razones por la que hoy en día se sigue realizando esta tradición.

- Segunda versión: Esta parte de la historia se cuenta que en 1740 fue el primer año o la primera vez que se presentaron los diablos danzantes de Yare, en dicho momento era época de sequía y los pueblerinos desesperados por perder la cosecha le piden al máximo santo de la iglesia que llueva prometiendo vestirse de diablo y rendirse ante él, en ese año llovió torrencialmente salvándose los cultivos y en agradecimiento las personas del pueblo empezaron a pagar la promesa al Santísimo Sacramento del Altar.

## Declaración de Patrimonio Cultural Inmaterial de la Humanidad
Los Diablos danzantes de Corpus Christi ingresaron, junto con otras 11 cofradías del país, a la lista representativa del Patrimonio Cultural Inmaterial de la Humanidad que aprueba la Organización de la Naciones Unidas para la Educación, Ciencia y la Cultura (Unesco), en París, el 6 de diciembre del año 2012.
Once cofradías, enraizadas en igual número de comunidades de
Venezuela desde hace cerca de cuatrocientos años, se rinden ante el
Santísimo Sacramento, el noveno jueves después del Jueves Santo,
integrados a la celebración católica del Corpus Christi. En cada
una de estas comunidades, las vestimentas, los bailes e instrumentos
utilizados son diferentes, pero tienen en común una ceremonia plena
de religiosidad popular, devoción y fe desprendida, en la que
concurren los elementos de las culturas africanas y originarias, en
una tradición transmitida de padres a hijos, asignada por la participación
popular, la resistencia cultural, el desarrollo de vínculos
solidarios y la celebración de la espiritualidad.
Este reconocimiento de la UNESCO a los Diablos Danzantes de Corpus
Christi de Venezuela proyecta con intensidad al pueblo venezolano en
el resto del mundo, desde una de sus prácticas culturales de mayor
arraigo y trascendencia, y lleva un mensaje de solidaridad para todos los pueblos.

## Descripción
La danza consiste básicamente en un acto de representación del bien sobre el mal, los diablos danzan por las calles del pueblo ante los diferentes altares o hasta la puerta de la iglesia en donde se establece una especie de lucha entre los diablos y la presencia de Jesús en la Eucaristía.

"Ese es el nombre del diablo danzante “El promesero de los Diablos Danzantes de Yare, más que un maravilloso acto de fe, es la cultura de un pueblo que trasmite sus valores de generación en generación”. Los Diablos Danzantes son patrimonio intangible de la humanidad y un icono de un país noble que cree fuertemente en sus tradiciones. Es imposible no sentirse orgulloso de pertenecer a la gran Cofradía de los Diablos y enaltecer con pasión, fe y alegría todos los años de mi vida al Santísimo Sacramento del altar y mostrarle al mundo nuestras creencias."
Pablo Azuaje, capataz mayor

### Indumentaria

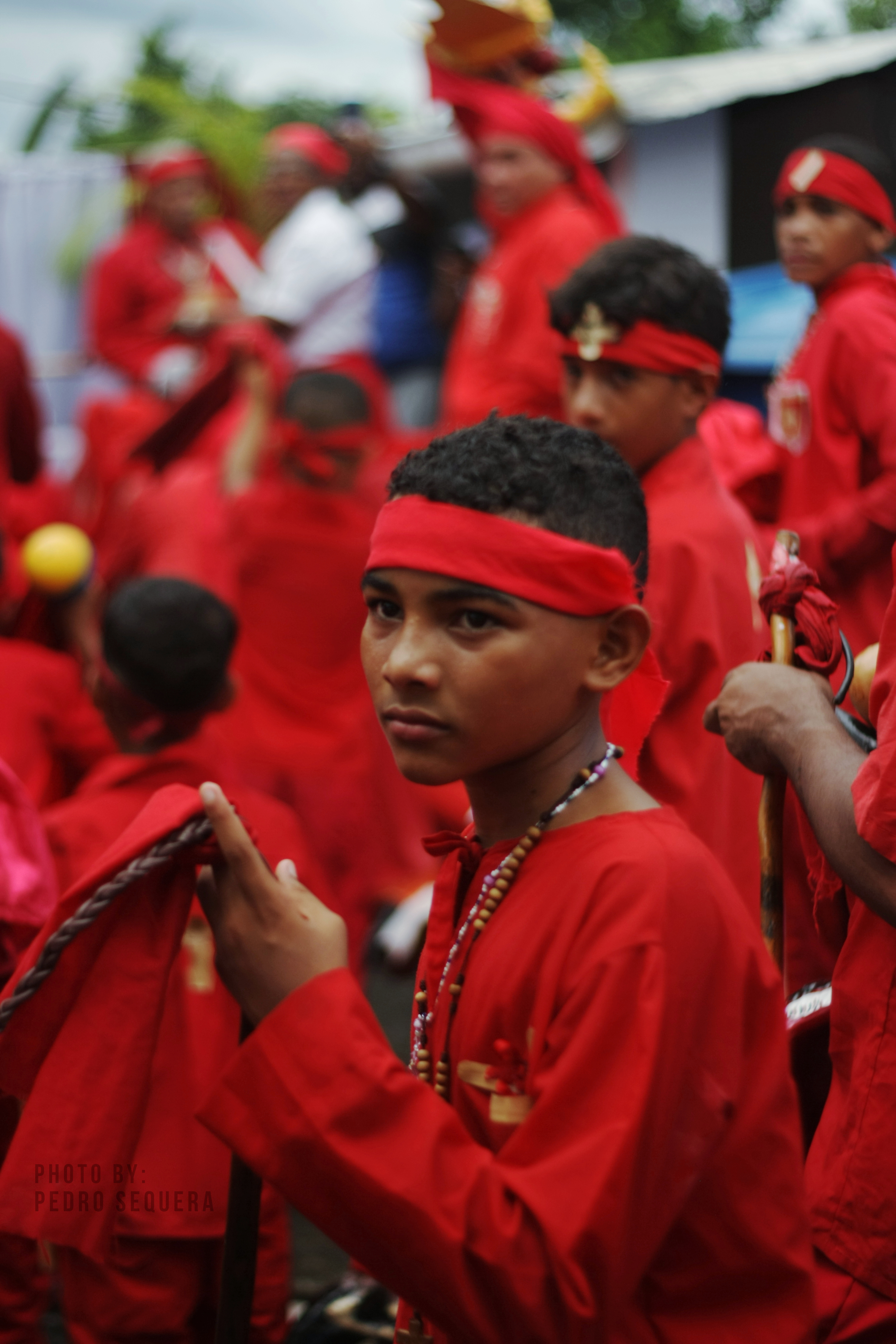
Jóvenes haciendo parte de la ceremonia cultural

Los  Diablos danzantes de Corpus Christi varones usan una vestimenta completamente roja y las mujeres falda roja y camisa blanca, exceptuando la primera capataz quien viste completamente de rojo. 

### Jerarquía
La estructura jerárquica de los Diablos Danzantes de Yare está conformada por Capataz hombre, capataz mujer, arreadores, arreadoras y rasos. 
Los capataces usan máscaras con numerosos cachos. La máscara del primer capataz tiene 4 cachos, el segundo, tercero y los arreadores usan máscaras de tres cachos, salvo que el primer arreador usa el tercer cacho más largo para distinguir de los demás y el diablo raso tiene máscara de 2 cachos.

### Reverencias

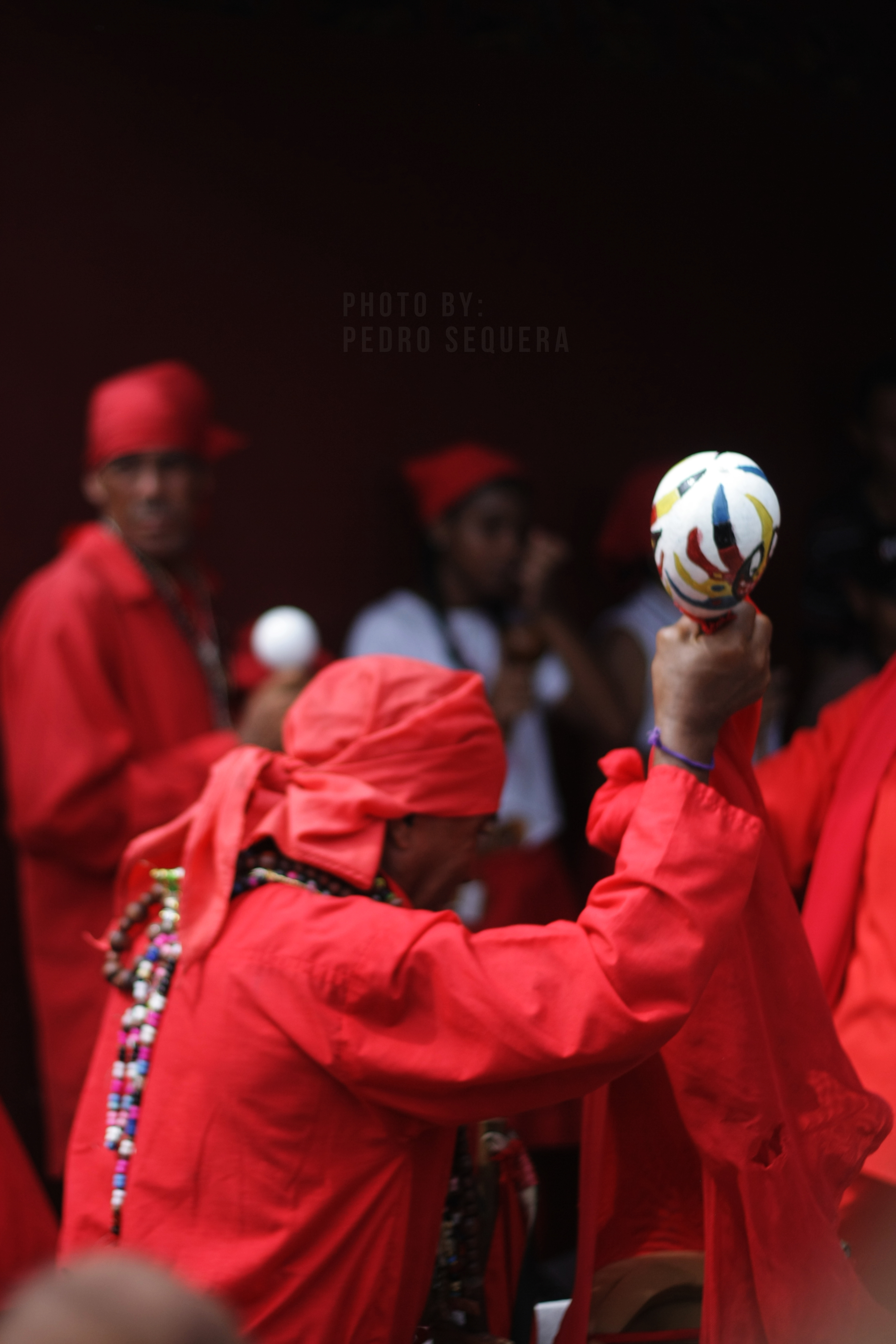
Entrada a uno de los Altares

En esta festividad folclórica se rinde devoción al Santísimo Sacramento del Altar. La celebración comienza el miércoles al mediodía en la iglesia para ser bendecidos por el padre y pedir permiso para danzar por las calles del pueblo hasta el final de la noche donde se cantan fulías, se recitan décimas y se rezan rosarios y salves hasta el amanecer. Al día siguiente -jueves de Corpus- los promeseros vestidos de diablos comienzan el día rindiendo tributo a los ancestros y personas fallecidas en el cementerio municipal, luego continúan a la iglesia para asistir a la misa, bailar hacia atrás ante la procesión del Santísimo. Una vez que sea guardada la procesión continúan la danza en las distintas calles del pueblo.

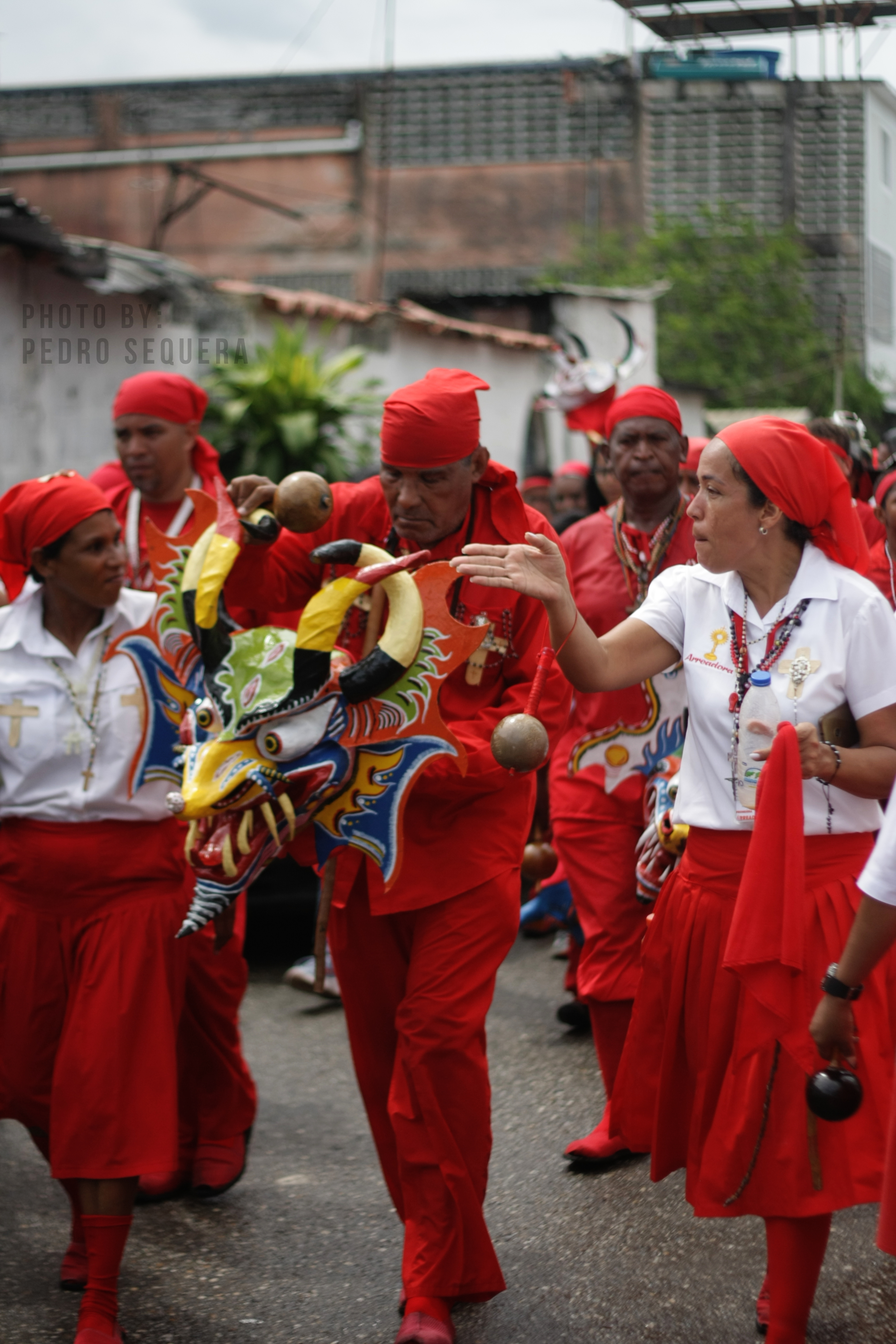
Avance por el pueblo

### La Danza
Los diablos recorren las calles, con su indumentaria roja y máscaras, bailando al ritmo que dicte el cajero constando de cuatro pasos los cuales son el corrío, el escobillao,reposo y la bamba. El corrío y escobillao se bailan cuando están ante el altar o en los recorridos mientras se esté tocando el tambor. El reposo cuando se arrodillan en señal de respeto y rendición. La bamba es un toque más reverencial e indica la bendición o renovación de la tierra con la señal de la cruz.

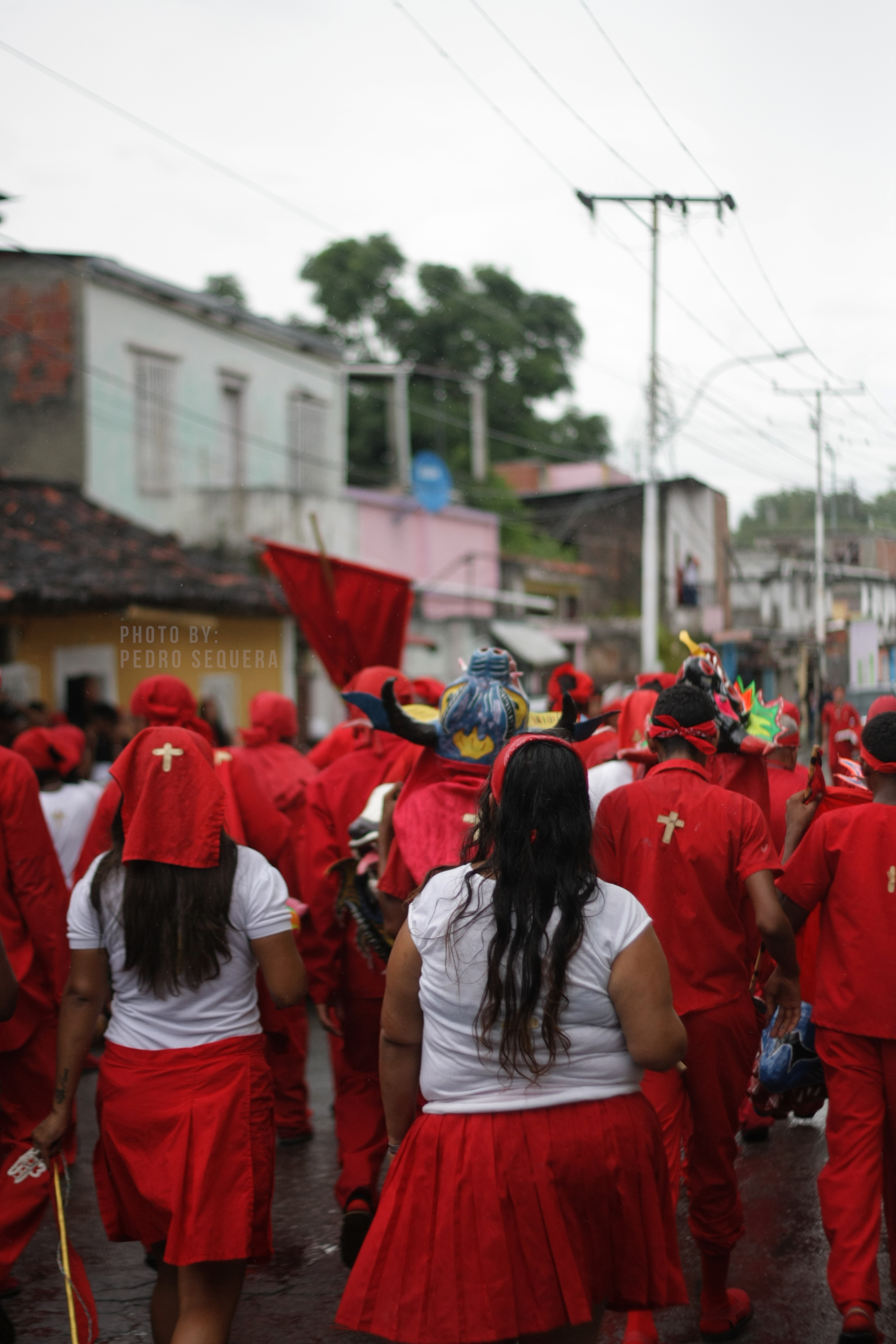
Participación de las mujeres en los Diablos Danzantes

### Participación de la mujer en la Diablada
La mujer oye la misa como lo hacen los Diablos, además va a todos los sitios con ellos, se encarga de darles agua, comida, cuidar a los niños y no bailan por las calles con máscaras sino en una casa donde piden permiso al primer capataz con una máscara prestada y bailan al frente del altar por una promesa. Todas las promeseras visten faldas rojas y camisas blancas. En la cabeza llevan un pañuelo rojo. La Capataz es la máxima autoridad en cuanto a las mujeres que viste totalmente de rojo y sin máscara.

## Fiestas similares
Los Diablos de Yare forman parte de otras danzas similares conocidas como los Diablos danzantes de Corpus Christi, que incluyen también los Diablos de Tinaquillo, los Diablos de cata y los Diablos de Chuao.